# Паулу Бенту
Па́улу Жо́рже Го́міш Бе́нту (порт. Paulo Jorge Gomes Bento, нар. 20 червня 1969, Лісабон) — португальський футбольний тренер, відомий, насамперед, роботою на чолі національної збірної Португалії. Із 2018 до 2022 року тренував національну збірну Південної Кореї.
У минулому — відомий футболіст, півзахисник, чемпіон Португалії, триразовий володар Кубка Португалії. Як тренер — дворазовий володар Кубка Португалії.

## Клубна кар'єра
Вихованець футбольної школи клубу «Бенфіка». Дорослу футбольну кар'єру розпочав 1988 року в основній команді того ж клубу.
Постійну ігрову практику в дорослому футболі почав отримувати 1989 року, перейшовши до команди «Ештрела» (Амадора). У складі «Ештрели» виборов свій перший трофей, Кубок Португалії розіграшу 1989-90 років.
1991 року приєднався до команди «Віторія» (Гімарайнш), кольори якої захищав протягом трьох сезонів. 1994 року повернувся до свого першого клубу, «Бенфіки», в основній команді якого провів наступні два сезони, вигравши свій другий Кубок Португалії. 
У 1996 перебрався до Іспанії, де протягом чотирьох сезонів грав за команду «Реал Ов'єдо».
2000 року досвідчений півзахисник повернувся до Лісабона, цього разу приєднавшись до складу місцевого «Спортінга». Відіграв за цю команду чотири сезони, протягом яких ще одного разу виборов Кубок Португалії, а в сезоні 2001-02 нарешті здобув тутул чемпіона країни. Завершив професійну кар'єру футболіста виступами за команду «Спортінга» у 2004 році.

## Виступи за збірну
1992 року дебютував в офіційних матчах у складі національної збірної Португалії. Протягом кар'єри у національній команді, яка тривала 11 років, провів у формі головної команди країни 35 матчів. 
У складі збірної був учасником чемпіонату Європи 2000 року у Бельгії та Нідерландах, на якому команда дісталася півфіналу, а також чемпіонату світу 2002 року в Японії і Південній Кореї.

## Кар'єра тренера
Розпочав тренерську кар'єру відразу ж по завершенні кар'єри гравця, 2004 року, очоливши молодіжну команду «Спортінга». У 2005 був призначений головним тренером основної команди цього лісабонського клубу, яку привів до перемог у розіграшах Кубка Португалії у 2007 та 2008 роках.
20 вересня 2010 року призначений головним тренером національної збірної Португалії. Вдало вирішив поставлене перед ним завдання виходу збірної до фінальної частини чемпіонату Європи 2012 року. На самому європейському форумі португальці дійшли півфіналу, де лише у післяматчевих пенальті поступилися майбутнім переможцям змагання, збірній Іспанії. За два роки, на чемпіонаті світу 2014, очолювана Бенту команда не змогла подолати груповий етап, і після турніру тренер залишив національну команду.
Після дворічної перерви у тренерській роботі 11 травня 2016 року був призначений головним тренером бразильського «Крузейру», на чолі якого провів лише 17 ігор, у яких команда здобула лише 6 перемог. 25 липня був звільнений через незадовільні результати.
11 серпня 2016 став головним тренером діючого чемпіона Греції «Олімпіакоса». Пропрацював у Греції лише до березня 2017, коли команда зазнала в національній першості трьох поразок поспіль. Бенту звільнили, хоч «Олімпіакос» на той час упевнено, із семиочковим відривом, лідирував у турнірній таблиці. 
У грудні 2017 року був призначений очільником тренерського штабу китайського «Чунцін Ліфань», проте вже влітку наступного року був звільнений через незадовільні результати.
17 серпня 2018 року прийняв пропозицію очолити збірну Південної Кореї із завданням вивести цю команду на чемпіонат світу 2022 року.

## Титули і досягнення

### Як гравця
- Чемпіон Португалії (1):

«Спортінг»:  2001–02
- Володар Кубка Португалії (3):

«Ештрела»:  1989–90
«Бенфіка»:  1995–96
«Спортінг»:  2001–02
- Володар Суперкубка Португалії (2):

«Спортінг»: 2000, 2002

### Як тренера
- Володар Кубка Португалії (2):

«Спортінг»:  2006–07, 2007–08
- Володар Суперкубка Португалії (2):

«Спортінг»: 2007, 2008
- Чемпіон Греції (1):

«Олімпіакос»:  2016–17
- Переможець Кубка Східної Азії (1):

Південна Корея: 2019